# Ла-Вікторія (Кордова)
Ла-Вікторія (ісп. La Victoria) — муніципалітет в Іспанії, у складі автономної спільноти Андалусія, у провінції Кордова. Населення — 2278 осіб (2010).
Муніципалітет розташований на відстані близько 320 км на південь від Мадрида, 23 км на південь від Кордови.

## Демографія
Динаміка населення (INE ):

## Галерея зображень

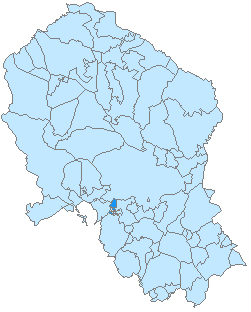
Розташування муніципалітету у провінції Кордова